# Althea Reinhardt
Althea Rebecca Reinhardt (født 1. september 1996 i Århus) er en dansk håndboldspiller, der spiller for Odense Håndbold. Hun kom til klubben i 2016. Hun har tidligere spillet for Nykøbing Falster Håndboldklub og Roskilde Håndbold.
Hun har op til flere U-landsholdskampe på CV'et og bl.a. været med til at vinde U17 EM-bronze, U18 VM - bronze, U19 EM-guld og U20 VM-guld. Kom på All-Star holdet til U17 EM og U20 VM.
Hun fik i forbindelse med Golden League stævnet d. 6.-9. oktober 2016 debut på det danske udviklingslandshold. En uge før EM i Sverige blev det meddelt at landsholdsmålvogter Rikke Poulsen var skadet, hvorved Reinhardt indtrådte til sin første slutrunde.
Hun var med til at vinde det danske mesterskab i sæsonen 2020–21 og 2021–22 med Odense Håndbold.
Hun vandt også bronzemedaljer med Danmark ved VM i kvindehåndbold 2021 i Spanien og i 2023 på hjemmebane.

## Meritter
- Damehåndboldligaen
  - Vinder: 2021
  - Sølv: 2018, 2020
  - Bronze: 2019
- DHF's Landspokalturnering
  - Vinder: 2020
  - Finalist: 2018, 2019
- EM i håndbold
  - Semifinalist: 2020